# Carex haematostoma
Carex haematostoma är en halvgräsart som beskrevs av Christian Gottfried Daniel Nees von Esenbeck. Carex haematostoma ingår i släktet starrar, och familjen halvgräs. Inga underarter finns listade i Catalogue of Life.